# Tüskésrét

Tüskésrét Pécs térképén

Tüskésrét Pécs egyik déli városrésze a Siklósi út, a pécsi köztemető, a Tüskésréti út, a hőerőmű és a Kanizsai Dorottya út közé beékelődött zöldterületen. Füzeshez hasonlóan népessége és lakásállománya elhanyagolható, hiszen mindössze 36 főről és 12 lakásról van szó.  Tüskésrét 20 vállalkozás székhelye volt 2001-ben, ezek közül 13 szolgáltatási, 4 építőipar, 3 pedig ipari jellegű. A területen 12 üzlet is található, ezek közül az egyik hipermarket, az egész városra kiterjedő vonzóerővel. Legfőbb látványossága a területén található sokáig elhanyagolt, 2015-ben felújított Tüskésréti-tó.

## Története
A terület a hőerőmű 50 év alatt mintegy 30 millió tonna zagy került lerakásra. A zagytározót az erőmű 2005-ös profilváltása után előbb a porzás megakadályozására 10 centiméteres, majd a 2013-2014-es rekultiváció során az előírt 1 méteres talajtakaróval borították be.
A városrész területén tavat kívánnak létrehozni azon a területen, ahonnan földet termeltek ki rekultivációs célokra. Ma a Tüskésrét páratlan növény- és élővilággal rendelkezik és fekvése is kitűnő, hiszen korábban a Duna–Dráva Nemzeti Parkkal közösen létrehozott természeti tanösvény kilátójából gyönyörű panoráma tárul szemünk elé. A tanösvényt iskolások és egyéni látogatók nagy számban keresik fel.
2014-ben a Tüskésréti-tavat lecsapolták, majd a medret kikotorták, és 2015 nyarán adták át újra a nagyközönségnek. A tó területén két wakeboard-pálya (egy kezdő és egy haladó) került kialakításra, körülötte rekortán futópálya vezet.
2015-ben a városrész területén 20 hektáros területen 140 ezer négyzetméternyi napelemmel működő napelem-park kialakításába kezdett. A projekt végül kibővült, az 5 milliárd forintból épült, 10 mW teljesítményű naperőmű 2016 márciusában került átadásra.
2016-ban a város a "pécsi városliget" programja keretében újabb fejlesztésekről számolt be. A tervek szerint itt kerülne bemutatásra egy haditechnikai park is.